# Aristoptila
Aristoptila is een geslacht van vlinders van de familie grasmineermotten (Elachistidae).

## Soorten
- A. smaragdophanes Meyrick, 1932